# چوب‌پیمای استرالیایی
چوب‌پیمای استرالیایی (نام علمی: Orthonyx temminckii) نام یک گونه از تیره چوب‌پیمایان است.